# Детето риболовец
„Детето риболовец“ (на китайски: 渔童) е китайски анимационен филм от 1959 година, създаден от „Шанхай Анимейшън Филм Студио“.

## Сюжет
Един стар рибар, който изкарва прехраната си с риболов на реката, рискува собствения си живот за да открие бялонефритената риба-балон. На нейното тяло е гравиран малък рибар- момче. Според преданието малкият риболовец може да оживее и да порасне, ако успее да улови със своята въдица гравираната от другата страна риба-балон, която също ще оживее. Старият рибар улавя легендарната риба, но по късно е обвинен, че я е откраднал от местния пастор.
Предполага се, че историята във филма се развива във времето след края на „Опиумната война“, когато империалистите са завзели китайските пристанища.